# Stiles (Pensilvania)
Stiles es un lugar designado por el censo ubicado en el condado de Lehigh en el estado estadounidense de Pensilvania. En el Censo de 2010 tenía una población de 1113 habitantes y una densidad poblacional de 1.989,5 personas por km².

## Geografía
Stiles se encuentra ubicado en las coordenadas 40°39′59″N 75°30′25″O / 40.66639, -75.50694. Según la Oficina del Censo de los Estados Unidos, Stiles tiene una superficie total de 0.56 km², de la cual 0.56 km² corresponden a tierra firme y (0.46%) 0 km² es agua.

## Demografía
Según el censo de 2010, había 1113 personas residiendo en Stiles. La densidad de población era de 1.989,5 hab./km². De los 1113 habitantes, Stiles estaba compuesto por el 88.41% blancos, el 3.14% eran afroamericanos, el 0.45% eran amerindios, el 2.43% eran asiáticos, el 0% eran isleños del Pacífico, el 4.4% eran de otras razas y el 1.17% pertenecían a dos o más razas. Del total de la población el 9.25% eran hispanos o latinos de cualquier raza.